# Epidendrum torraense
Epidendrum torraense là một loài thực vật có hoa trong họ Lan. Loài này được Hágsater & Silverst. mô tả khoa học đầu tiên năm 2001.